# İstanbul Büyükşehir Belediyespor (basquete)
O İstanbul Büyükşehir Belediyespor Basketbol Takımı, simplesmente conhecido por İstanbul BŞB, é o departamento de basquetebol do clube multi-esportivo İstanbul Başakşehir FK sediado na cidade de Istambul, Turquia que atualmente disputa a Liga Turca. Foi fundado em 2000 e manda seus jogos na Cebeci Sport Hall com capacidade para 1.250.

## Jogadores Notáveis
| - Bora Paçun - Caner Topaloğlu - Cüneyt Erden - Metecan Birsen - Zackary Wright - Damir Markota - Steponas Babrauskas | - Jure Balažič - Jaka Klobučar - Alex Stepheson - Eric Buckner - Marque Perry - Michael Jenkins |